# Pozos de El Toboso
Los pozos de El Toboso son un conjunto de ocho pozos ubicados en la localidad española de El Toboso, en la provincia de Toledo. Cuentan con el estatus de bien de interés patrimonial.

## Historia
El actual núcleo urbano de El Toboso tiene su origen en un asentamiento bajomedieval que surge en el siglo XIII como consecuencia de los procesos repobladores propiciados en la zona por la Orden Militar de Santiago, tras la conquista cristiana y el afianzamiento producido por la victoria de las Navas de Tolosa en 1212, citándose por primera vez como “el Villarejo Toboso” en el fuero concedido en 1238 a los pobladores de Madridejos. En 1338, bajo el maestrazgo de Vasco Rodríguez de Coronado, se sabe que El Toboso tiene ya el título de villa.
Según la tradición popular, El Toboso fue fundado como núcleo urbano fortificado por Pelay Pérez Correa, maestre de la Orden de Santiago entre 1242 y 1275, con el fin de defender y asegurar el Camino de Toledo a Murcia. Aún se conservan al menos dos restos visibles de la muralla de El Toboso, correspondientes a sendas puertas, que se habían transformado en hornos de pan tal y como cuenta el Madoz: el denominado Horno de Isidro Alcolado (acceso occidental, desde Quero y Campo de Criptana) y el denominado Arco Ojival (acceso septentrional, hacia Quintanar de la Orden); además se han conservado los topónimos, relacionados con elementos de esta cerca, del Pozo de la Puerta (en el extremo meridional del núcleo urbano) y el Pozo de la Torre (en el extremo oriental), apreciándose nítidamente el trazado de la cerca medieval en el parcelario actual.
El siglo XVI fue, sin duda, un siglo esplendoroso en el que un importante programa constructivo cambiaría la fisonomía del casco urbano y daría lugar a un incremento demográfico considerable al calor de la prosperidad de la Orden Militar de Santiago. El siglo comienza con la salida hacia la Alpujarra, en el año 1500, de varias familias de toboseños, acogiéndose posteriormente a varias familias moriscas, procedentes de la Alpujarra en El Toboso. Una buena parte de las construcciones civiles y religiosas presentes en el casco urbano de El Toboso se erigen durante este siglo: la iglesia parroquial de San Antonio Abad, el convento de las Madres Franciscanas, la ermita de Santa Ana y algunas de las casas nobles conservadas en distintos puntos del casco urbano, como la actual casa-museo de Dulcinea.
Por lo que respecta a los pozos de la localidad, en las Relaciones Histórico-Geográficas de Felipe II, el doctor Zarco de Morales y Villaseñor y Pedro de Morales, responden en 1575 a diversas de las cuestiones preguntadas mencionando la falta de aguas y la existencia de pozos. También en el Archivo municipal de El Toboso se conservan diferentes documentos en los que se mencionan estos pozos, bien singularmente, bien como conjunto, generalmente como referencias para identificación y localización de otros bienes inmuebles.
La cita más antigua se corresponde con una cita al Pozo Duz o Dulce en los “Censos del vínculo de Mateo López Molina”, fechado en 1529, haciéndose referencias genéricas a los pozos en otros documentos del siglo XVI. Estas citas genéricas a pozos en El Toboso se mantienen en nuevos documentos de los siglos XVII y XVIII. Los datos ofrecidos por el Diccionario de Pascual Madoz permiten reconstruir un interesante panorama de la situación en la que se encuentran estos pozos a mediados del siglo XIX: “Se surte de aguas potables de 8 pozos públicos, de los cuales la mitad tienen cuatro brocales y graderías de piedra labrada; los hay también particulares, y aljibes para el agua llovida en muchas casas y huertas”.

## Descripción
La descripción de los pozos de El Toboso resulta compleja debido a que no se trata de edificaciones independientes con una cronología y unos límites claros, sino de un conglomerado de construcciones interrelacionadas.
Presentan, como características morfológicas comunes, las siguientes: están cerrados con una fábrica de mampostería de planta circular que eleva mediante uno, dos o tres peldaños el brocal del pozo sobre la rasante de la vía pública en la que se localizan. Alrededor de esta fábrica suele disponerse un suelo que permite la escorrentía del agua vertida. La fábrica es de mampostería realizada con piedras calizas tobáceas de la zona, distinguiéndose entre las paredes (con mampuestos careados) y la plataforma del brocal que suele estar ejecutada con mampuestos de mejor calidad y mayor tamaño, en algunos casos labrados y en casi todos erosionadas por el constante uso a que han sido sometidos. En los peldaños se localizan algunos rebajes, a modo de pequeños contenedores de líquido, que parecen haber servido para abrevar al ganado; en algunos casos también se le adosa una pila, con idéntica función, de mayor tamaño; en otros se ven superficies de soporte para el descanso de los cántaros durante el proceso de llenado. Los brocales suelen ser muy bajos, en la mayoría de los casos apenas sobresalen 10 o 15 cm de la piedra en la que están labrados y, generalmente, están abiertos en la propia losa que les sirve de soporte. Se disponen en número par (dos o cuatro), encontrándose enfrentados. No conservan restos de haber tenido un sistema de garrucha para la elevación del agua, marcándose en casi todos ellos (alguno ha sido objeto de restauración y parece haberlas perdido) las marcas de abrasión producidas por las cuerdas utilizadas para extraer el agua. Están cerrados por rejas metálicas, presumiblemente colocadas cuando perdieron su uso.

### Pozo de la Gascona
Pozo formado por un buzón, rematado en su parte superior por sendos arcos de medio punto sobre los que descansa el brocal y una gran plataforma a la que se accede mediante dos escalones perimetrales. Ha sido objeto de reformas en época reciente, habiéndose bajado el nivel de la vía pública para dejar vistos estos escalones. El pozo se localiza en el encuentro de las calles Cádiz y García Lorca, generando en torno a él un espacio abierto, diáfano, de planta rectangular (28’00 x 13’50 m) exterior al perímetro amurallado bajomedieval y muy próximo a su acceso septentrional, del que dista apenas 180 m. En la trama urbana queda comprendido dentro de la ampliación urbanística que sufre El Toboso a fines del siglo XVII, provocada por la construcción del conjunto conventual del Monasterio de las Trinitarias Recoletas. Su estructura exterior está compuesta por una plataforma circular de casi 6’50 m de diámetro realizada con piezas de calizas tobáceas alineadas en hiladas concéntricas que configuran un primer anillo exterior (de unos 50 cm de anchura) y dos más interiores de similar tamaño pero realizados con losas más pequeñas y dejando un mayor espacio en el llagueado. A cota más baja, bordeando a esta plataforma hasta alcanzar un diámetro de casi 8 m, se encuentran otros dos anillos de mampostería caliza, que conforman sendos escalones de unos 35 cm de huella y 24 de tabica, el más bajo de los cuales se encuentra en la actualidad semienterrado.
Al extremo nororiental de esta plataforma se le adosa, rompiendo parcialmente el recorrido de los peldaños, una pila realizada sobre un bloque paralelepipédico ortogonal de caliza tobácea vaciada en su cara superior (dimensiones interiores del hueco de 1’00 x 0’70 m) para su uso, que parece estar reaprovechada de otra construcción, estando mejor regularizada la cara que se adosa a la plataforma que el resto.
El brocal, dispuesto en el centro de la plataforma, está labrado en una única pieza caliza de mejor calidad que las del resto de la construcción, a partir de un paralelepípedo cúbico (1’90 m de lado y 0’42 m de altura, y aproximadamente 2900 kg de peso) de caras rectangulares y aristas achaflanadas, presentando en su interior cuatro bocas horadadas de tendencia circular, irregulares y no simétricas con un diámetro cercano a los 50 cm que presentan en sus bordes exteriores, con tendencia centrífuga, marcas de abrasión producidas por el rozamiento de la cuerda durante el proceso de extracción de agua. Cada una de estas bocas se cierra con una reja de hierro instalada posteriormente. El buzón es una estructura cilíndrica de más de 17 m de altura y sección troncocónica invertida (1’72 m de radio en la parte superior y 1’96 en la zona de contacto con el espejo), realizada con mampuestos irregulares de tamaño medio y grande colocados a hueso. En la parte superior, arrancando de cuatro zapatas irregulares embutidas en la fábrica, se sitúan dos arcos de medio punto que se contraponen y cruzan, convergiendo en la misma clave para generar la estructura sustentante del anillo perimetral interno de la plataforma y del brocal, situándose cada una de las bocas de éste sobre el espacio triangular resultante en los ángulos de estos arcos. Tanto las dovelas (6 en un arco y 4 en el otro) como la clave (una pieza octogonal de 48 cm de lado con un rebaje central al interior de 4 cm de lado en el que conserva una pieza metálica) están realizadas con sillarejos calizos bien escuadrados y labrados.
El espejo, en septiembre de 2015, se localizaba a 7’50 m bajo la superficie del brocal, alcanzándose el fondo del pozo, probablemente colmatado parcialmente, a 9’80 m bajo él. Su nombre, que aparece como La Vascona en el plano de Ibáñez de Ibero de 1882, podría hacer referencia a uno de los siguientes gentilicios: gascón, vascón o gazcón (de Gúzquez, un despoblado medieval ubicado al norte del término municipal). En cualquier caso ya consta este nombre en 1763 como referencia cercana a uno de los bienes señalados en el “Apeo de los bienes del vínculo que fundó Cristóbal de Ludeña” conservado en el Archivo municipal.
Según informantes orales, debido al elevado grado de salinidad que presenta la composición de su agua, su uso principal no fue el de consumo directo, sirviéndose de ellas los panaderos de la localidad para el amasado de la harina, y utilizándose también para labores de lavado de ropa e higiene del hogar.

### Pozo de la Torre
Pozo formado por un buzón de mampostería con un dintel monolítico en su parte superior que divide en dos el espacio y sustenta un brocal ovalado realizado en un solo bloque calizo con dos bocas en sus extremos; al exterior se dispone una plataforma circular sobreelevada con respecto al nivel de la vía pública que contiene una pila de planta rectangular y un bebedero excavado en las losas que la forman.
El pozo configura la trama urbana en la confluencia de las calles A. Machado (que bordea el límite perimetral oriental de la cerca bajomedieval) y Rivero (que supone el acceso directo a la iglesia parroquial y plaza de Juan Carlos I), generando un espacio diáfano, a modo de plazoleta, de 13’00 x 11’00 m que, con la intersección de las vías públicas mencionadas, llega a ocupar una superficie de 25’00 x 20’00 m.
La plataforma exterior, de 4’30 m de diámetro, y elevada unos 25 cm sobre la faja de empedrado que la bordea y sobre el nivel de la vía pública, está realizada con losas de caliza, en su mayoría tobácea, presentando un anillo exterior muy bien definido realizado con bloques de mayor tamaño (unos 50 cm) que delimitan en su interior una superficie compuesta por losas de tamaño y colocación menos regular (aunque mantienen la tendencia circular en la fábrica) con llagueado de mayor anchura. En la plataforma se observa un pequeño bebedero excavado en las losas, de planta ovalada (28 x 18 cm), existiendo también una pila adosada a su lado oriental tallada en una pieza prismática (1’35 x 0’56 m) con un espacio útil interior de 1’10 x 0’32 m.
El brocal está realizado en un bloque calizo de planta ovalada (1’86 x 1’46 m y entre 36 y 46 cm de altura) que presenta en sus extremos sendas bocas (rectas hacia el centro y redondeadas en los extremos) que conservan marcas de abrasión en sus bordes exteriores, existiendo también un pequeño rebaje circular excavado en la superficie de la pared que separa sus bocas. Ambas se encuentran en la actualidad cerradas con una reja metálica. En este pozo, el brocal se dispone, directamente, sobre la plataforma y sobre una zapata monolítica colocada a modo de dintel que divide en dos el círculo del buzón. Este está construido en mampostería careada, con mampuestos de tamaño grande y medio colocados a hueso, alcanzando, hasta el espejo, en septiembre de 2015, una profundidad de 3’13 m (3’85 desde el exterior del brocal y 3’70 desde el espejo hasta su fondo, no sabemos si colmatado parcialmente); es de planta circular con un diámetro de 1’46 m; en su coronación se dispone una gran pieza monolítica, a modo de viga, que descansa sobre los extremos opuestos de sus paredes y sirve de soporte al brocal, al que sujeta en su eje medio.
Su nombre debe hacer alusión a la proximidad de una de las torres que jalonaría la muralla bajomedieval de El Toboso, pues se encontraría junto a la puerta oriental del recinto amurallado, siendo conocido así al menos desde el siglo XVIII, pues con este nombre es mencionado como referencia próxima a unos de los bienes señalados en el documento conservado en el Archivo municipal de los “Vínculos que posee el licenciado D. Diego Arias Ortiz”, en 1729. También se le denomina “Pozo de la Virgen Morenita” por encontrarse en la misma plazoleta una hornacina con la imagen de esta Virgen. Se cree que, como ocurría en el caso del pozo de la Gascona, el uso del agua de éste se ceñía a labores de lavado de ropa e higiene del hogar.

### Pozo de la Puerta
Pozo formado por un buzón de mampostería de, al menos, 8’36 m de profundidad, sobre el que apoyan dos arcos construidos con sillares. Todo ello conformaría el apoyo de la estructura externa (plataforma y brocales) que ha sido rehecha tras la reforma efectuada hace unos años, recreciéndose el espacio interior entre los arcos y la plataforma exterior con una fábrica de ladrillo hueco y pequeños mampuestos que hacen que el tubo de los brocales sea bastante más largo de lo que debió ser originalmente. El pozo se ubica en el extremo sudoriental del casco urbano, configurando el espacio colindante con el borde exterior a la cerca bajomedieval, en la confluencia de las calles Maestro Alberto Cerro, Don Quijote y Avda. Cuarto Centenario con el nacimiento de los caminos de Mota del Cuervo y del Cementerio, generando un espacio triangular diáfano en la intersección de estas vías, de 35’00 m de base y 16’00 m de altura en el que actualmente se ubica también la báscula municipal.
El pozo consta de una plataforma circular de unos 3’40 m de diámetro fabricada con losas de caliza tobácea que presenta un anillo exterior, muy bien definido, realizado con losas de sección trapezoidal (a modo de dovelas de arco), de unos 56 cm de longitud máxima, que está bordeado por un escalón perimetral de entre 18 y 34 cm de huella y 22 de tabica. El espacio resultante entre este anillo y los cuatro brocales ubicados en el centro de la plataforma, queda rellenado con losas de pequeño tamaño dispuestas también radialmente.
En la zona oriental se le adosa una pila de planta trapezoidal (1’15 x 0’75 m de medidas exteriores, y 92/70 x 60 cm de espacio interior) cuya colocación rompe el anillo y el escalón exteriores. En el centro de la plataforma se encuentran cuatro brocales independientes, de nueva construcción en piedra artificial, de planta circular y medidas regulares (unos 70 cm al exterior y entre 45 y 48 cm al interior), que sobresalen del suelo de la plataforma unos 10/12 cm, encontrándose cerrados con rejas metálicas.
El buzón, de planta circular, ligeramente más abierto en la parte inferior (1’70 m de diámetro en el arranque de los arcos y 1’86 m en el espejo, a 4’90 m bajo la plataforma), está realizado en mampostería careada con piezas de tamaño medio y grande colocadas a hueso. Se documenta hasta la profundidad citada (obtenida mediante la extracción de agua con medios mecánicos, pues el espejo original se encontraba a apenas 1’70 m bajo la plataforma), prolongándose la fábrica bajo el nivel freático, hasta alcanzar una profundidad de 8’36 m bajo la línea de impostas, desconociendo si en el fondo pudiera existir acumulación de escombros o cieno.
En la parte superior del buzón se localiza el arranque de sendos arcos, el principal de medio punto, compuesto por cinco dovelas de caliza escuadradas (33 x 29 cm de sección y longitudes diferentes) que nacen de dos mampuestos salientes del plomo del muro a modo de impostas; el otro, transversal al principal, se conforma más como un arco adintelado, compuesto por dos piezas de caliza escuadradas (de sección similar) que apoyan en el anterior y descansan, a su vez, sobre mampuestos salientes del plomo del muro.
El conjunto ha sido objeto de una reforma importante en la primera década del siglo XXI que ha afectado a la plataforma y los brocales, éstos construidos de nuevo con piedra artificial, elevando su altura con una fábrica de ladrillo hueco. Su nombre hace referencia a su proximidad con una de las puertas de la cerca amurallada de El Toboso.

### Pozo de la Virgen
Pozo formado por un habitáculo de planta cuadrangular con un arco de medio punto que facilita la transición entre el tubo de bajada desde el brocal y el resto del espacio interior y un brocal sobreelevado, apoyado sobre una plataforma que también se eleva sobre el terreno circundante. La profundidad total del pozo desde el exterior del brocal hasta su fondo (al menos colmatado parcialmente) es de 3’76 m.
El pozo se localiza al sureste del núcleo urbano, ya fuera de él aunque apenas a 130 m de las últimas viviendas, en una parcela dedicada al cultivo del olivar situada junto a la margen izquierda de la confluencia del Camino de las Mesas con el Camino Viejo a la Mota del Cuervo, frente a lo que fue convento de Agustinos y actualmente es el cementerio municipal, generando un espacio ajardinado de 13 x 12 m. La singularidad de este pozo es que su planta interior es rectangular, presentando al exterior una plataforma sobreelevada de planta cuadrangular (2’50 x 2’80 m), realizada con mampuestos de caliza tobácea con la cara escuadrada al exterior que bordean al brocal propiamente dicho, también de planta rectangular (1’71 x 1’88 m al exterior).
En uno de los ángulos exteriores de la plataforma se documenta un pequeño abrevadero casi cuadrado (22 x 25 cm) excavado en el sillarejo que forma el ángulo. El brocal es de planta cuadrangular, formado por cinco grandes sillarejos paralelepipédicos de caliza, escuadrados, de mediano tamaño, que configuran un espacio rectangular interior de boca de 94 x 74 cm; todas las piezas, excepto una, están talladas de tal forma que presentan un resalte en la zona más cercana a la boca, conservando también en su superficie las marcas de abrasión producidas por el roce mecánico de las sogas durante el proceso de extracción del agua.
El interior del pozo se configura como un espacio rectangular (2’90 x 1’20 m) realizado con mampostería careada de tamaño medio y grande, dispuesta a hueso, en el que la boca ocupa uno de sus extremos y el opuesto se cubre con una plataforma plana realizada mediante la disposición de dos grandes losas cruzadas en los ángulos opuestos a la boca que soportan otra losa sobre ellas y una fábrica de mampuestos dispuestos sobre ellas. El espacio interior, en su parte superior, queda compartimentado por un arco de medio punto, trasversal al eje mayor de la estructura, realizado con seis dovelas escuadradas (en cinco de ellas su altura oscila entre 30 y 35 cm siendo su espesor, constante, de 57 cm, y la sexta es sensiblemente menor), que soporta la fábrica de mampostería sustentante del brocal.
El pozo responde a una tipología constructiva completamente distinta a la de los otros pozos públicos de carácter urbano y periurbano de la localidad, más propia de un pozo de vivienda e incluso de un pozo de noria. Su nombre procede, según la tradición popular, de un milagro realizado por la Virgen de los Remedios que hizo crecer sus aguas para que salieran de su interior dos mujeres que habían caído en él, evitando así que se ahogaran.
En el plano de 1882 se le denomina como “Pozo de los Frailes”, desconocemos si por la cercanía al convento de Agustinos en el que actualmente está ubicado el cementerio o a porque fuera propiedad de esta congregación. La tradición popular señala que debido a las características salobres del agua, únicamente se usaba para el consumo animal.

### Pozo de Arriba
Pozo con una gran plataforma circular sobreelevada con respecto al terreno circundante a la que se accede mediante dos escalones que bordean su perímetro. El centro de la plataforma lo ocupan cuatro brocales independientes que permiten el acceso al buzón; éste es de mampostería careada, conservando en su zona superior dos arcos de medio punto cruzados que sirven de sustento a los brocales y a la plataforma exterior.
El pozo se localiza en un entorno periurbano, a poco menos de 500 m al sureste del núcleo urbano, en un entorno agrícola, ocupando la zona más alta del cerro en el que también se encontraban dos de los molinos de viento de la localidad, muy cerca del trazado del Camino Viejo a la Mota del Cuervo (que sigue el trazado del antiguo camino de la Seda) y junto a la margen derecha del Camino que, desde éste, se dirige hacia el núcleo urbano cruzando los terrenos en los que se encontraba la Laguna del Pozo de la Puerta hasta su desecación. En torno al pozo se ha generado un pequeño espacio ajardinado con árboles que ocupa unos 175 m².
La superficie exterior del pozo está formada por una plataforma circular (aproximadamente 6’10 m de diámetro) realizada con mampuestos regulares de caliza tobácea que queda enmarcada por un anillo perimetral, muy marcado, de unos 60 cm de anchura, en cuyo centro se localizan los cuatro brocales independientes; la superficie entre los brocales y el anillo perimetral se rellena con losas de menor tamaño, algunas dispuestas en sentido radial, que se adaptan a los espacios existentes. En los lados sudoriental, sudoccidental y noroccidental del anillo perimetral se localizan tres rebajes de planta más o menos rectangular y escasa profundidad excavados en las losas que se interpretan como bebederos. Bordeando esta plataforma se disponen dos hiladas perimetrales escalonadas, compuestas por mampuestos escuadrados, con unas dimensiones medias de 35 a 40 cm de huella y 27 de tabica, que le dan al conjunto un perímetro de 7’45 m. En el peldaño inferior también se encuentra excavado otro bebedero.
La zona exterior está rodeada por un pavimento de guijarros de cuarcita construido durante la última restauración de los pozos emprendida por el Ayuntamiento y la Diputación Provincial. Los cuatro brocales son independientes, estando tallados cada uno en un bloque cilíndrico de entre 37 a 45 cm de altura, con diámetros exteriores cercanos a los 93/95 cm e interiores de entre 52 y 60 cm, colocados apoyados directamente sobre la falsa bóveda de mampostería y sobresaliendo unos 25 cm de la superficie de la plataforma central. En sus bocas, siempre en el lado opuesto al centro de la estructura, se conservan las abrasiones producidas por las cuerdas usadas para la extracción del agua. Cada una de las bocas aparece cerrada por una reja de hierro.
El buzón es una estructura cilíndrica de desarrollo troncocónico, algo más estrecha en la parte superior (2’86 m) que en la base (3’55 m) con una altura superior a los 10’68 m (distancia entre la base de la clave del arco y el fondo colmatado con escombro), construido con muros de mampostería careada formado por piezas de tamaño medio y grandes dispuestas a hueso.
En su parte superior se sitúan cuatro mampuestos sobresaliendo del muro, enfrentados dos a dos, que sirven de soporte a los dos arcos cruzados que conforman la base de apoyo de la plataforma. Cada uno de estos arcos está compuesto por ocho dovelas escuadradas, de unos 30 cm de altura y 40/48 cm de espesor, solo uno de ellos, el principal, tiene clave, apoyando el otro su trazado en las paredes de éste a modo de falsa clave.
Por encima de la línea de impostas de estos arcos, bien marcada en los salmeres que sustentan los arcos, la fábrica del buzón se va cerrando mediante un sistema de falsa bóveda, sobresaliendo los mampuestos de las hiladas superiores hasta generar un cerramiento que apoya también en la cara superior de los arcos, que genera la plataforma superior del pozo y sustenta sus brocales.
En este caso el nombre del pozo parece provenir de su ubicación, puesto que se encuentra en la cota superior (694 m sobre el nivel del mar) de una loma muy marcada, no tanto con relación al núcleo urbano (algo más alto, con una elevación de 727 m) sino en la percepción que se tiene desde él, al encontrase entre ambos la hondonada que estuvo ocupada por la Laguna del Pozo de la Puerta, y en el mismo camino, sobre el pozo de la Virgen (que podría haberse denominado originalmente pozo de abajo).
Se habla de que sus aguas son las de mejor calidad, aunque la escasez de su caudal producía que se agotasen sus reservas rápidamente. Este aspecto se pudo constatar durante la realización del trabajo de campo en septiembre de 2015, encontrándose el pozo completamente seco.

### Pozo de la Cadena
Pozo compuesto por un buzón de mampostería sobre el que apoya un arco de medio punto realizado con sillares y, sobre él, la plataforma exterior, de planta ovalada, a la que se accede subiendo un escalón. En el centro de la plataforma se sitúa el brocal, compuesto por cuatro bocas, y, en sus extremos, dos pilas que forman parte de la estructura escalonada.
El pozo se localiza a poco más de 1 km al nornoroeste del núcleo urbano, en una zona llana, en torno a los 680 m sobre el nivel del mar, rodeado de viñedos, en el paraje denominado La Cadena, junto al margen occidental del camino a La Puebla de Almoradiel, que sigue el trazado del antiguo camino de la Seda, frente a una pequeña urbanización. En su entorno inmediato se conserva un pequeño espacio triangular (30 m de base y 21 m de altura, con una superficie de 315 m²) ajardinado y delimitado de la parcela colindante por un murete bajo de mampostería irregular.
La plataforma, de planta ligeramente ovalada (3’80 x 3’35 m), alargada en sentido noreste-suroeste, está fabricada con losas de caliza tobácea, delimitándose un anillo perimetral exterior de unos 50 cm de anchura que encierra hasta seis losas paralepipédicas de diferentes dimensiones en las que, dos a dos, se tallan las cuatro bocas que tiene el pozo, rellenándose los huecos entre estas losas y el anillo exterior con otras de menor tamaño, alguna de las cuales ha sido repuesta en la restauración efectuada por la Diputación Provincial; exterior a esta plataforma se dispone un nuevo cinturón de mampuestos escuadrados que conforman un escalón cuya huella oscila entre 40 y 45 cm, estando su tabica en torno a los 28; en sus lados norte y sur se integran en él sendos bloques paralepipédicos de diferente tamaño (92  x 54 cm el más septentrional y 63 x 53 cm el meridional, que tiene horadado uno de sus ángulos para facilitar el desagüe) cuya superficie ha sido vaciada parcialmente, generando dos piletas cuadrangulares (58 x 41 cm y 48 x 41 cm, respectivamente).
El brocal, con cuatro bocas (en la actualidad cerradas con rejas metálicas), está formado por la unión de seis grandes losas de caliza de planta más o menos rectangular recortados en sus laterales con el fin de horadar las bocas mediante la intersección de las dos caras de bloques contiguos. La disposición de estas losas es simétrica, encontrándose sendos grupos de tres alineadas entre sí, a ambos lados del pozo, de tal manera que uno de los extremos de cada losa descansa en la fábrica cilíndrica del buzón mientras que el otro lo hace sobre el arco sustentante ubicado bajo ellas. Cada una de las bocas sobresale ligeramente (unos 4 o 5 cm) de la cara superior de la losa en la que está tallada que se corresponde con la superficie de la plataforma; las bocas son de tendencia circular, aunque muy irregulares, con unos diámetros exteriores máximos que oscilan entre 61 y 76 cm, y unos diámetros interiores máximos oscilantes entre 44 y 61 cm. En el reborde de estas bocas, siempre en las áreas exteriores al centro de la estructura, se conservan las marcas de abrasión producidas por las sogas durante los procesos de extracción de agua.
El buzón es una construcción cilíndrica, más estrecha en su coronación que en su base (2’10 y 2’30 m de diámetro, respectivamente), ejecutada en su mayor parte con fábrica de mampostería irregular careada y colocada a hueso, y parcialmente excavado en el terreno natural en su base. La suma de la fábrica de mampostería (con una altura de 6’10/6’30 m desde la clave del arco) y la excavación en el terreno natural (entre 0’30 y 0’50 m) ofrecen una profundidad total hasta su fondo (colmatado parcialmente y sin agua en el momento de su documentación) de 6’64 m. En la parte superior del buzón se sitúa un arco compuesto por diez dovelas calizas bien escuadradas, de unos 25/30 cm de altura y 30/35 cm de espesor, más la clave, de menor altura (20 cm), cuyo extradós se colmata con mampuestos hasta conformar una faja plana sobre la que apoyan los extremos de las seis losas en las que están labradas las cuatro bocas del pozo.
Bordeando el conjunto existe un anillo con un solado de guijarros de cuarcita y maestras exteriores de hormigón prefabricado que se instaló durante la restauración efectuada por la Diputación Provincial.
El nombre parece hacer referencia a un sistema de cierre o de extracción de agua, aunque quizás sea la trasformación fonética de un topónimo anterior; como tal ya aparece citado en diversos documentos conservados en el Archivo Municipal durante el siglo XVIII: en 1728, en el censo de los “Bienes de Pedro Martínez Morales”; en 1729, en el “Apeo de los bienes de los vínculos que fundaron Agustín Ortiz y Diego Martínez de la Morena”, en el que se hace una mención “sobre una tierra en el pozo de la Cadena“, y en 1759, “sobre un censo de Josefa Morales”.

### Pozo de La Hilandera
Pozo formado por una plataforma circular sobreelevada constituida por losas de caliza tobácea en muchas de las cuales se han excavado hasta quince pequeños rebajes circulares de escasa profundidad; la bordea un escalón perimetral en el que se localizan una pileta y dos pequeños abrevaderos. En el centro de la estructura se localizan cuatro brocales independientes sustentados por dos arcos de medio punto que arrancan en la parte superior del buzón circular. Se encuentra rodeado de un pavimento de guijarros de cuarcita delimitado por bordillos de hormigón prefabricado.
El pozo está situado en las inmediaciones del núcleo urbano de El Toboso, a unos 300 m al nornoroeste, en la intersección de los caminos de Las Lambriosas y el del Pozo de las Hilanderas, en una vaguada, a una cota de unos 680 m, con ligera pendiente ascendente en dirección al núcleo urbano (denominada en el parcelario, Hoya de la Virgen), rodeado por viñas. El espacio circundante ha sido objeto de adecuación, ajardinándose en una superficie de unos 140 m².
El pozo consta de una plataforma circular (de aproximadamente 6 m de diámetro, resaltada 58 cm sobre el terreno circundante) fabricada con grandes bloques de caliza tobácea que se disponen en un primer anillo exterior de 60 cm de anchura y cuatro losas centrales, cada una de las cuales responde a uno de los brocales; el espacio entre estos dos elementos está rellenado por losas dispuestas de manera irregular, tendiendo a una disposición radial, varias de las cuales presentan pequeños rebajes circulares que, según los informante orales, se utilizaban para sustentar los cántaros durante su proceso de carga. Bordeando esta plataforma se dispone una hilada de sillares escuadrados que configuran el escalón de acceso a la plataforma, elevándola del terreno circundante, con una huella de unos 28/30 cm y tabica de unos 28 cm; en él incluyen una pila, tallada en uno de los bloques, de planta rectangular y esquinas redondeadas, con unas dimensiones interiores de 60 x 26 cm, un abrevadero de menor tamaño y otro rebaje circular semejante a los existentes en la plataforma.
En ella se ubican cuatro brocales independientes, tallados cada una de ellos en una única losa plana de tendencia regular y gran tamaño (entre 76 y 99 cm de eje mayor y entre 60 y 79 cm en el menor) y en los que quedan resaltadas unos 12 cm las bocas (cuyo diámetro interior, irregular, oscila entre 44 y 50 cm, siendo el exterior de entre 56 y 60 cm), actualmente cerradas con rejas metálicas, en cuyas superficies se observan, siempre en las áreas más alejadas al centro de la estructura, las marcas de abrasión dejadas por las sogas durante el proceso de extracción de agua.
El buzón, construido con mampostería careada de tamaño medio y grande dispuesta a hueso, es de planta circular y tendencia troncocónica, siendo ligeramente más ancho (2’10 m de diámetro) en la zona de contacto con el espejo (en el momento de la toma de datos, septiembre de 2015, situado a 6’84 m bajo la clave del arco) que en la línea de
impostas (1’84 m de diámetro), su altura total hasta el fondo documentado (desconocemos si parcialmente colmatado o no) es de 9’82 m.
En la zona superior se localizan dos arcos contrapuestos que se cruzan, el principal compuesto por 6 dovelas y clave y el secundario por 8 dovelas que, en grupos de 4, se adosan a la clave del principal; todas estas piezas están realizadas en sillarejos de caliza bien escuadrados y trabajados, con una altura constante y espesores constantes y similares entre sí (unos 30 y 36 cm, respectivamente), sustentando un relleno de mampuestos que sirve de base para las losas de los brocales que apoyan uno de sus vértices y los dos lados tangentes (generalmente los más regulares) en estos arcos y su clave, disponiendo el apoyo opuesto contra la fábrica del buzón.
Según la tradición popular su nombre deriva de la existencia en sus proximidades de un taller de costura que se surtiría de las aguas de este pozo, aunque lo cierto es que un paraje con el topónimo La Hilandera se localiza, en la planimetría catastral, a unos 300 m al norte del pozo, teniendo esta misma denominación el camino que conduce hasta él.
En la documentación conservada en el Archivo de El Toboso, aparecen citados varias veces tanto el pozo como el paraje de la Guindalera a lo largo del siglo XVIII (en 1729, dentro del “Apeo de los bienes del vínculo que fundó Blas de Morales Tarragona”; en 1763, dentro del “Apeo de los bienes del vínculo que fundó Esteban Martínez de Alonso” y en 1777, en las “Diligencias de apeo de la capellanía fundada por Maravillas por Francisco José de...”), por lo que el nombre actual parece ser una corrupción fonética de éste.

### Pozo Primero o Pozo Dulce
Pozo formado por una plataforma exterior ovalada (eje mayor en sentido este-oeste) sobreelevada con respecto al terreno circundante a la que se accede mediante un escalón; está realizada mediante la construcción de un cinturón perimetral de grandes losas de caliza tobácea y losas de menor tamaño y disposición irregular que confluyen en la zona central, ocupada por un brocal labrado en un bloque calizo; el perímetro exterior está bordeado por una hilada de sillarejos escuadrados que configuran un escalón. El interior está conformado por un buzón cilíndrico de 1’40/1’50 m de diámetro y 10’80 m de altura, en cuya parte superior arranca un arco de medio punto que sirve de sustento al brocal y a la estructura exterior.
Está ubicado en el extremo occidental del núcleo urbano, casi limitando con las primeras edificaciones, junto a la margen derecha del Camino de Quero, en una zona dedicada preferentemente al cultivo de la vid en la que también se localizan los depósitos de agua y una depuradora; el pozo ocupa un espacio actualmente ajardinado que se delimita al norte, con respecto a los terrenos de labor, mediante un muro de mampostería con un banco corrido en su base de más de 50 m de longitud y al sur por el propio camino, generándose una superficie de unos 550 m².
Al exterior, el pozo se configura con una plataforma ligeramente ovalada (3’90 x 3’30 m), con su eje mayor dispuesto en sentido este-oeste, realizada con grandes bloques de caliza tobácea que generan un ancho anillo perimetral exterior (entre 90 y 50 cm) cuyo centro ocupa el brocal, disponiéndose irregularmente una serie de losas de menor tamaño entre estos elementos hasta cerrar la superficie adaptándose a los espacios vacíos. Al exterior presenta una hilada perimetral que configura un elevado escalón que permite el acceso a la plataforma desde el terreno circundante (entre 33 y 57 cm de huella y 35 cm de tabica), en su lado oriental se inserta una pila trapezoidal (1’34 x 0’83 x 0’60 m de dimensiones exteriores) que afecta también al anillo perimetral, y, en el opuesto, un pequeño bebedero excavado en la fábrica. El conjunto se encuentra rodeado de un pavimento de guijarros de cuarcita delimitado con bordillos prefabricados de cemento colocado en la última restauración llevada a cabo por la Diputación Provincial.
El brocal lo constituye una única pieza caliza de planta fusiforme (redondeada en sus extremos y algo más estrecha en el centro) de 1’61 x 0’96/0’85 m) que sobresale unos 35 cm, con un peso aproximado de 775 kg; sus dos bocas, ubicadas en los extremos, de tendencia circular, tienen un diámetro que oscila entre los 44 y 48 cm, encontrándose en la actualidad cerradas con rejas metálicas, en sus bordes se observan las marcas de abrasión provocadas por el roce de las cuerdas durante el proceso de extracción de agua.
El buzón, cilíndrico de tendencia troncocónica (1’40 m de diámetro en su coronación y 1’50 m en la superficie del espejo) está realizado con mampuestos de tamaño mediano y grande colocados a hueso, quedando visto, desde la parte superior de la clave del arco hasta el espejo, en el momento de realizarse la toma de datos en septiembre de 2015, en una altura de 3’40 m, comprobándose que hasta el fondo del pozo, no sabemos si parcialmente colmatado, la altura total es de 10’80 m. Se ha podido medir parcialmente, entre las llagas de los mampuestos, el espesor de este buzón hasta alcanzar la superficie de las paredes del terreno vaciado para su construcción, obteniéndose medias diferentes (entre 40 y 70 cm) que nos hablarían de una excavación cilíndrica con un diámetro aproximado que puede oscilar entre 2’20 y 3’90 m.
En su parte superior arranca un arco de medio punto compuesto por cuatro grandes dovelas de caliza, escuadradas, de 30 cm de altura y 28 cm de sección que sirve de sustento al brocal y de apoyo a las losas menores de la plataforma; las dovelas que forman los arranques se caracterizan por tener en sus bases sendos huecos cajeados /10 x 12 x 3 cm) a modo de pequeños mechinales.
En el cartel explicativo del pozo de La Cadena, se especifica que el agua de este pozo dulce es salobre y que, por tanto, su uso principal era el de abastecimiento de la cabaña ganadera, sin embargo su denominación como pozo dulce parece derivar de una especial calidad de sus aguas; al respecto, en el plano de Ibáñez de Ibero se localiza otro pozo junto a él, en terrenos actualmente ocupados por la depuradora municipal, que sería el denominado en la documentación histórica como Pozo Duz, del que éste habría heredado el nombre, lo que explicaría la etimología del segundo de sus nombres. Antiguamente se conocía como “pozo primero” y así es como aparece reflejado en el plano de Ibáñez de Ibero.
Con la denominación de “Pozo Duz” es citado en 1529, en un documento sobre “Censos del vínculo de Mateo López Molina” que conserva el Archivo Municipal.

## Estatus patrimonial
El 21 de octubre de 2016, el conjunto de los «Pozos de El Toboso» fue declarado Bien de Interés Patrimonial, con la categoría de Construcción de Interés Patrimonial, en una resolución publicada el 3 de noviembre de ese mismo año en el Diario Oficial de Castilla-La Mancha.